# Lãnh thổ Oregon
Lãnh thổ Oregon (tiếng Anh: Territory of Oregon) từng là một lãnh thổ hợp nhất có tổ chức của Hoa Kỳ, tồn tại từ ngày 14 tháng 8 năm 1848 cho đến 14 tháng 2 năm 1859 khi phần tây nam của lãnh thổ được phép gia nhập vào liên bang để trở thành tiểu bang Oregon. Ban đầu bị một số quốc gia tuyên bố chủ quyền (xem thêm Xứ Oregon), vùng này được phân chia giữa Hoa Kỳ và Vương quốc Anh vào năm 1846. Khi thành lập, lãnh thổ này bao trùm một khu vực mà ngày nay là các tiểu bang Oregon, Washington, và Idaho cũng như một phần của các tiểu bang Wyoming và Montana. Thủ phủ lãnh thổ ban đầu đặt tại Oregon City, sau đó là Salem, theo sau ngắn ngủi là Corvallis, và cuối cùng là Salem - thủ phủ của chính quyền tiểu bang Oregon ngày nay.

## Bối cảnh
Ban đầu vùng này có người bản địa Mỹ sinh sống. Nó được biết đến với tên gọi Xứ Oregon sau khi người châu Âu khám phá ra vùng đất này lần đầu tiên bằng đường biển. Cuộc thám hiểm đầu tiên có ghi chép do người Tây Ban Nha thực hiện vào năm 1776. Các tàu thuyền của người Anh và người Mỹ có ghé qua vùng này trong một vài năm. Sau này, cuộc thám hiểm bằng đường bộ của Alexander Mackenzie và cuộc thám hiểm của Lewis và Clark song song với các hoạt động mua bán da thủ trong vùng đã tạo ra tiền đề cho các tuyên bố chủ quyền của các cường quốc châu Âu và Hoa Kỳ.
Các cuộc xung đột này đưa đến một số hiệp định ra đời trong đó có Hiệp định 1818, thiết lập một thỏa hiệp "cùng chiếm đóng" giữa Hoa Kỳ và Vương quốc Anh đối với vùng này bao gồm các phần đất của các tiểu bang ngày nay là Idaho, Oregon, Washington, Wyoming, và Montana cũng như tỉnh bang British Columbia của Canada.

## Thành lập

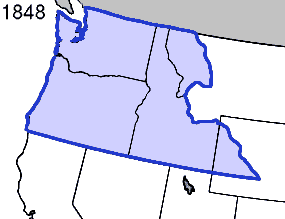
Lãnh thổ Oregon như lúc ban đầu được thành lập, năm 1848

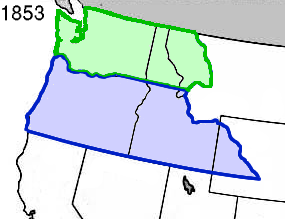
Lãnh thổ Oregon (xanh dương) với Lãnh thổ Washington (xanh lá) năm 1853

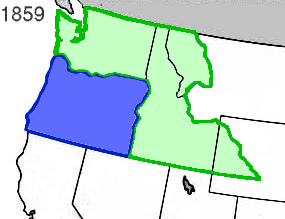
Tiểu bang Oregon (xanh dương) với Lãnh thổ Washington (xanh lá) năm 1859

Trong thời kỳ cùng chiếm đóng giữa Hoa Kỳ và Vương quốc Anh, ngoài hoạt động của các dân tộc bản địa Mỹ, đa số hoạt động trong vùng là buôn bán da thú do công ty Hudson's Bay của Anh thống trị. Theo thời gian, một số người đánh bẫy bắt đầu định cư trong vùng và bắt đầu làm nông nghiệp. Các hội truyền giáo cũng bắt đầu tìm đến vào thập niên 1830. Một số người định cư cũng bắt đầu đến đây vào cuối thập niên 1830. Các cổ xe ngựa chất đầy đồ và người bắt đầu băng qua đường mòn Oregon vào năm 1841. Vào thời gian đó, không có chính quyền tồn tại tại Xứ Oregon.
Một nhóm người định cư tại thung lũng Willamette bắt đầu họp vào năm 1841 để thảo luận việc tổ chức một chính quyền cho khu vực này. Các cuộc thảo luận xưa nhất có liên quan về việc thành lập chính quyền được tổ chức tại một khu trại chung của người bản địa Mỹ và người đi khai hoang và sau đó là một thị trấn được biết tên là Champoeg, Oregon. Các cuộc hop đầu tiên tại Champoeg dần dân đưa đến thêm các cuộc thảo luận và đến năm 1843 thì Chính quyền Lâm thời Oregon ra đời. Năm 1846, tranh chấp ranh giới Oregon giữa Hoa Kỳ và Vương quốc Anh được giải quyết qua việc ký kết Hiệp định Oregon. Người Anh được quyền làm chủ một mình đối với phần đất phía bắc vĩ tuyến 49 bắc và tất cả Đảo Vancouver và Hoa Kỳ được phần đất ở phía nam vĩ tuyến.
Chính phủ liên bang Hoa Kỳ không tổ chức chính quyền trên phần đất của họ trong vùng này khoảng 2 năm cho đến khi tin về vụ thảm sát Whitman đến tai Quốc hội Hoa Kỳ. Chính phủ liền giúp đỡ mọi điều kiện để tổ chức vùng này thành một lãnh thổ của Hoa Kỳ. Ngày 14 tháng 8 năm 1848, Quốc hội thông qua đạo luật thành lập Chính quyền Lãnh thổ Oregon. Lãnh thổ Oregon ban đầu bao trùm tất cả các tiểu bang ngày nay là Idaho, Oregon và Washington cũng như một phần của các tiểu bang ngày nay là Montana và Wyoming nằm ở phía tây đường phân thủy lục địa. Nó kéo dài từ vĩ tuyến 42 độ Bắc (ranh giới của Hiệp định Adams-Onis năm 1819) đi về phía nam đến vĩ tuyến 49. Oregon City, Oregon được đặt làm thủ phủ đầu tiên.

## Chính quyền
Chính quyền lãnh thổ gồm có một thống đốc, một trưởng cảnh sát tư pháp, một trưởng lãnh thổ vụ, một biện lý, và một tòa án tối cao gồm ba quan tòa. Các quan toà của tòa án tối cao cũng đảm nhiệm trách nhiệm như các quan tòa xử án cấp thấp vì họ có thể di chuyển để xử án khắp lãnh thổ. Tất cả các chức vụ này đều do Tổng thống Hoa Kỳ bổ nhiệm. The two-chamber Oregon Territorial Legislature was responsible for passing laws, with seats in both the upper-chamber council and lower-chamber house of representatives filled by local elections held each year.

## Trở thành tiểu bang
Oregon City phục vụ như lỵ sở chính quyền từ năm 1848 đến 1851, theo sau là Salem từ 1851 đến 1855. Corvallis phục vụ ngắn ngủi trong vai trò thủ phủ vào năm 1855 nhưng sau đó thì thủ phủ lại quay trở về thành phố Salem vĩnh viễn. Năm 1853, phần đất nằm ở phía bắc hạ nguồn sông Columbia và phía bắc vĩ tuyến 46 ở phía đông con sông được tổ chức thành Lãnh thổ Washington. Hội nghị Hiến pháp Oregon được tổ chức vào năm 1857 để thảo ra một bản hiến pháp, chuản bị để trở thành một tiểu bang. Các đại biểu hội nghị chấp thuận bản thảo hiến pháp vào tháng 9 và sau đó dân chúng chấp thuận bản hiến pháp vào tháng 11.
Ngày 14 tháng 2 năm 1859, lãnh thổ gia nhập liên bang thành tiểu bang Oregon. Phần đất phía đông còn lại của lãnh thổ (các phần đất mà ngày nay là miền nam của Idaho và miền tây của Wyoming) được đưa vào Lãnh thổ Washington.

## Tiến hóa lãnh thổ của Oregon
- Sự tiến hóa lãnh thổ của Hoa Kỳ
  - Lãnh thổ quốc tế mà sau này trở thành một phần của Lãnh thổ Oregon:
    - Xứ Oregon, 1818–1846
      - Chính quyền Lâm thời Oregon, 1843–1849

  - Các lãnh thổ của Hoa Kỳ mà bao trùm phần đất trước đây là một phần của Lãnh thổ Oregon:
    - Tiểu bang Deseret, 1849–1850 (không hợp pháp)
    - Lãnh thổ Washington, 1853–1889
    - Lãnh thổ Jefferson, 1859–1861 (không hợp pháp)
    - Lãnh thổ Nebraska, 1854–1867
    - Lãnh thổ Dakota, 1861–1889
    - Lãnh thổ Idaho, 1863–1890
    - Lãnh thổ Montana, 1864–1889
    - Lãnh thổ Wyoming, 1868–1890

  - Các tiểu bang Hoa Kỳ mà bao trùm phần đất từng là một phần của Lãnh thổ Oregon:
    - Oregon, 1859
    - Montana, 1889
    - Washington, 1889
    - Idaho, 1890
    - Wyoming, 1890